# Gran Premio de Aragón de Motociclismo de 2024
El Gran Premio de Aragón de Motociclismo de 2024 (oficialmente: Gran Premio GoPro de Aragón) fue la decimosegunda prueba del Campeonato del Mundo de Motociclismo de 2024. Tuvo lugar en el fin de semana del 30 de agosto al 1 de septiembre de 2024 en el MotorLand Aragón, situado en la localidad de Alcañiz, Provincia de Teruel, Aragón, España.
La carrera al sprint de MotoGP fue ganada por Marc Márquez, seguido de  Jorge Martín y Pedro Acosta.
La carrera de MotoGP fue ganada por Marc Márquez, seguido de Jorge Martín y Pedro Acosta. Jake Dixon fue el ganador de la prueba de Moto2, por delante de Tony Arbolino y Deniz Öncü. La carrera de Moto3 fue ganada por José Antonio Rueda, Collin Veijer fue segundo y Luca Lunetta tercero.

## Resultados

### Resultados MotoGP

#### Carrera al sprint
| Pos.    | N.º | Piloto                | Equipo                            | Constructor | Vueltas | Tiempo    | Parrilla | Puntos |
| ------- | --- | --------------------- | --------------------------------- | ----------- | ------- | --------- | -------- | ------ |
| 1       | 93  | Marc Márquez          | Gresini Racing MotoGP             | Ducati      | 11      | 19:50.034 | 1        | 12     |
| 2       | 89  | Jorge Martín          | Prima Pramac Racing               | Ducati      | 11      | +2.961    | 4        | 9      |
| 3       | 31  | Pedro Acosta          | Red Bull GASGAS Tech3             | KTM         | 11      | +6.694    | 2        | 7      |
| 4       | 73  | Álex Márquez          | Gresini Racing MotoGP             | Ducati      | 11      | +9.950    | 5        | 6      |
| 5       | 88  | Miguel Oliveira       | Trackhouse Racing MotoGP          | Aprilia     | 11      | +11.749   | 8        | 5      |
| 6       | 33  | Brad Binder           | Red Bull KTM Factory Racing       | KTM         | 11      | +14.144   | 7        | 4      |
| 7       | 23  | Enea Bastianini       | Ducati Lenovo Team                | Ducati      | 11      | +14.291   | 14       | 3      |
| 8       | 20  | Fabio Quartararo      | Monster Energy Yamaha MotoGP      | Yamaha      | 11      | +18.836   | 17       | 2      |
| 9       | 1   | Francesco Bagnaia     | Ducati Lenovo Team                | Ducati      | 11      | +20.298   | 3        | 1      |
| 10      | 72  | Marco Bezzecchi       | Pertamina VR46 Racing Team        | Ducati      | 11      | +20.448   | 13       |        |
| 11      | 25  | Raúl Fernández        | Trackhouse Racing MotoGP          | Aprilia     | 11      | +20.678   | 9        |        |
| 12      | 37  | Augusto Fernández     | Red Bull GASGAS Tech3             | KTM         | 11      | +21.429   | 19       |        |
| 13      | 43  | Jack Miller           | Red Bull KTM Factory Racing       | KTM         | 11      | +22.110   | 15       |        |
| 14      | 30  | Takaaki Nakagami      | LCR Honda Idemitsu                | Honda       | 11      | +22.440   | 18       |        |
| 15      | 49  | Fabio Di Giannantonio | Pertamina Enduro VR46 Racing Team | Ducati      | 11      | +23.468   | 16       |        |
| 16      | 10  | Luca Marini           | Repsol Honda Team                 | Honda       | 11      | +26.822   | 20       |        |
| 17      | 42  | Álex Rins             | Monster Energy Yamaha MotoGP      | Yamaha      | 11      | +26.910   | 21       |        |
| 18      | 36  | Joan Mir              | Repsol Honda Team                 | Honda       | 11      | +31.147   | 22       |        |
| 19      | 12  | Maverick Viñales      | Aprilia Racing                    | Aprilia     | 11      | +37.642   | 12       |        |
| Ret     | 21  | Franco Morbidelli     | Prima Pramac Racing               | Ducati      | 4       | Retirado  | 6        |        |
| Ret     | 5   | Johann Zarco          | LCR Honda Castrol                 | Honda       | 1       | Retirado  | 10       |        |
| Ret     | 41  | Aleix Espargaró       | Aprilia Racing                    | Aprilia     | 0       | Caída     | 11       |        |
| Fuente: |     |                       |                                   |             |         |           |          |        |

#### Carrera larga
| Pos.    | N.º | Piloto                | Equipo                            | Constructor | Vueltas | Tiempo    | Parrilla | Puntos |
| ------- | --- | --------------------- | --------------------------------- | ----------- | ------- | --------- | -------- | ------ |
| 1       | 93  | Marc Márquez          | Gresini Racing MotoGP             | Ducati      | 23      | 41:47.082 | 1        | 25     |
| 2       | 89  | Jorge Martín          | Prima Pramac Racing               | Ducati      | 23      | +4.789    | 4        | 20     |
| 3       | 31  | Pedro Acosta          | Red Bull GASGAS Tech3             | KTM         | 23      | +14.904   | 2        | 16     |
| 4       | 33  | Brad Binder           | Red Bull KTM Factory Racing       | KTM         | 23      | +16.459   | 7        | 13     |
| 5       | 23  | Enea Bastianini       | Ducati Lenovo Team                | Ducati      | 23      | +18.776   | 14       | 11     |
| 6       | 21  | Franco Morbidelli     | Prima Pramac Racing               | Ducati      | 23      | +20.549   | 6        | 10     |
| 7       | 72  | Marco Bezzecchi       | Pertamina Enduro VR46 Racing Team | Ducati      | 23      | +24.759   | 13       | 9      |
| 8       | 49  | Fabio Di Giannantonio | Pertamina Enduro VR46 Racing Team | Ducati      | 23      | +37.159   | 16       | 8      |
| 9       | 42  | Álex Rins             | Monster Energy Yamaha MotoGP      | Yamaha      | 23      | +39.420   | 21       | 7      |
| 10      | 41  | Aleix Espargaró       | Aprilia Racing                    | Aprilia     | 23      | +40.602   | 11       | 6      |
| 11      | 30  | Takaaki Nakagami      | LCR Honda Idemitsu                | Honda       | 23      | +41.782   | 18       | 5      |
| 12      | 37  | Augusto Fernández     | Red Bull GASGAS Tech3             | KTM         | 23      | +42.083   | 19       | 4      |
| 13      | 5   | Johann Zarco          | LCR Honda Castrol                 | Honda       | 23      | +43.264   | 10       | 3      |
| 14      | 36  | Joan Mir              | Repsol Honda Team                 | Honda       | 23      | +49.735   | 22       | 2      |
| 15      | 43  | Jack Miller           | Red Bull KTM Factory Racing       | KTM         | 23      | +55.966   | 15       | 1      |
| 16      | 25  | Raúl Fernández        | Trackhouse Racing MotoGP          | Aprilia     | 23      | +1:13.322 | 9        |        |
| 17      | 10  | Luca Marini           | Repsol Honda Team                 | Honda       | 23      | +1:52.386 | 20       |        |
| Ret     | 1   | Francesco Bagnaia     | Ducati Lenovo Team                | Ducati      | 17      | Caída     | 3        |        |
| Ret     | 73  | Álex Márquez          | Gresini Racing MotoGP             | Ducati      | 17      | Caída     | 5        |        |
| Ret     | 12  | Maverick Viñales      | Aprilia Racing                    | Aprilia     | 10      | Retirado  | 12       |        |
| Ret     | 20  | Fabio Quartararo      | Monster Energy Yamaha MotoGP      | Yamaha      | 5       | Caída     | 17       |        |
| Ret     | 88  | Miguel Oliveira       | Trackhouse Racing MotoGP          | Aprilia     | 0       | Caída     | 8        |        |
| 1.      |     |                       |                                   |             |         |           |          |        |
| Fuente: |     |                       |                                   |             |         |           |          |        |

### Resultados Moto2
| Pos.    | N.º | Piloto                  | Constructor | Vueltas | Tiempo        | Parrilla | Puntos |
| ------- | --- | ----------------------- | ----------- | ------- | ------------- | -------- | ------ |
| 1       | 96  | Jake Dixon              | Kalex       | 19      | 35:54.402     | 1        | 25     |
| 2       | 14  | Tony Arbolino           | Kalex       | 19      | +1.779        | 5        | 20     |
| 3       | 53  | Deniz Öncü              | Kalex       | 19      | +5.479        | 4        | 16     |
| 4       | 21  | Alonso López            | Boscoscuro  | 19      | +9.190        | 6        | 13     |
| 5       | 18  | Manuel González         | Kalex       | 19      | +11.098       | 10       | 11     |
| 6       | 35  | Somkiat Chantra         | Kalex       | 19      | +13.060       | 14       | 10     |
| 7       | 24  | Marcos Ramírez          | Kalex       | 19      | +16.494       | 12       | 9      |
| 8       | 79  | Ai Ogura                | Boscoscuro  | 19      | +18.672       | 16       | 8      |
| 9       | 15  | Darryn Binder           | Kalex       | 19      | +19.757       | 19       | 7      |
| 10      | 13  | Celestino Vietti        | Kalex       | 19      | +21.301       | 8        | 6      |
| 11      | 12  | Filip Salač             | Kalex       | 19      | +24.737       | 20       | 5      |
| 12      | 22  | Ayumu Sasaki            | Kalex       | 19      | +25.415       | 18       | 4      |
| 13      | 7   | Barry Baltus            | Kalex       | 19      | +27.794       | 22       | 3      |
| 14      | 84  | Zonta van den Goorbergh | Kalex       | 19      | +28.493       | 17       | 2      |
| 15      | 34  | Mario Aji               | Kalex       | 19      | +29.684       | 21       | 1      |
| 16      | 81  | Senna Agius             | Kalex       | 19      | +30.080       | 24       |        |
| 17      | 10  | Diogo Moreira           | Kalex       | 19      | +31.288       | 2        |        |
| 18      | 75  | Albert Arenas           | Kalex       | 19      | +31.418       | 9        |        |
| 19      | 5   | Jaume Masiá             | Kalex       | 19      | +37.598       | 23       |        |
| 20      | 17  | Daniel Muñoz            | Kalex       | 19      | +37.769       | 27       |        |
| 21      | 52  | Jeremy Alcoba           | Kalex       | 19      | +43.801       | 25       |        |
| 22      | 20  | Xavier Cardelús         | Kalex       | 19      | +44.311       | 26       |        |
| 23      | 9   | Jorge Navarro           | Forward     | 19      | +1:02.601     | 31       |        |
| 24      | 11  | Álex Escrig             | Forward     | 19      | +1:16.416     | 32       |        |
| Ret     | 16  | Joe Roberts             | Kalex       | 18      | Caída         | 7        |        |
| Ret     | 71  | Dennis Foggia           | Kalex       | 13      | Retirado      | 29       |        |
| Ret     | 3   | Sergio García           | Boscoscuro  | 11      | Retirado      | 28       |        |
| Ret     | 54  | Fermín Aldeguer         | Boscoscuro  | 6       | Caída         | 11       |        |
| Ret     | 44  | Arón Canet              | Kalex       | 0       | Caída         | 3        |        |
| Ret     | 64  | Bo Bendsneyder          | Kalex       | 0       | Caída         | 13       |        |
| Ret     | 28  | Izan Guevara            | Kalex       | 0       | Caída         | 15       |        |
| Ret     | 43  | Xavier Artigas          | Forward     | 0       | Fallo Técnico | 30       |        |
| 1.      |     |                         |             |         |               |          |        |
| Fuente: |     |                         |             |         |               |          |        |

### Resultados Moto3
| Pos.    | N.º | Piloto             | Constructor | Vueltas | Tiempo        | Parrilla | Puntos |
| ------- | --- | ------------------ | ----------- | ------- | ------------- | -------- | ------ |
| 1       | 99  | José Antonio Rueda | KTM         | 17      | 34:51.635     | 2        | 25     |
| 2       | 95  | Collin Veijer      | Husqvarna   | 17      | +1.985        | 9        | 20     |
| 3       | 58  | Luca Lunetta       | Honda       | 17      | +3.556        | 6        | 16     |
| 4       | 80  | David Alonso       | CFMoto      | 17      | +4.942        | 1        | 13     |
| 5       | 66  | Joel Kelso         | KTM         | 17      | +8.503        | 5        | 11     |
| 6       | 72  | Taiyo Furusato     | Honda       | 17      | +13.628       | 15       | 10     |
| 7       | 64  | David Muñoz        | KTM         | 17      | +16.962       | 3        | 9      |
| 8       | 85  | Xabier Zurutuza    | KTM         | 17      | +17.029       | 21       | 8      |
| 9       | 96  | Daniel Holgado     | Gas Gas     | 17      | +17.165       | 7        | 7      |
| 10      | 18  | Matteo Bertelle    | Honda       | 17      | +17.578       | 8        | 6      |
| 11      | 31  | Adrián Fernández   | Honda       | 17      | +19.026       | 17       | 5      |
| 12      | 48  | Iván Ortolá        | KTM         | 17      | +20.422       | 10       | 4      |
| 13      | 82  | Stefano Nepa       | KTM         | 17      | +23.417       | 11       | 3      |
| 14      | 24  | Tatsuki Suzuki     | Husqvarna   | 17      | +23.532       | 19       | 2      |
| 15      | 78  | Joel Esteban       | CFMoto      | 17      | +23.594       | 13       | 1      |
| 16      | 19  | Scott Ogden        | Honda       | 17      | +31.150       | 12       |        |
| 17      | 55  | Noah Dettwiler     | KTM         | 17      | +37.694       | 20       |        |
| 18      | 22  | David Almansa      | Honda       | 17      | +37.799       | 14       |        |
| 19      | 6   | Ryusei Yamanaka    | KTM         | 17      | +44.457       | 24       |        |
| 20      | 54  | Riccardo Rossi     | KTM         | 17      | +51.534       | 23       |        |
| 21      | 12  | Jacob Roulstone    | Gas Gas     | 17      | +51.593       | 18       |        |
| 22      | 93  | Arbi Aditama       | Honda       | 17      | +55.582       | 22       |        |
| Ret     | 5   | Tatchakorn Buasri  | Honda       | 7       | Caída         | 25       |        |
| Ret     | 7   | Filippo Farioli    | Honda       | 7       | Fallo técnico | 16       |        |
| Ret     | 36  | Ángel Piqueras     | Honda       | 6       | Retirado      | 4        |        |
| Fuente: |     |                    |             |         |               |          |        |